# Giáo đường Do Thái giáo chính thống ở Prešov
Giáo đường Do Thái giáo chính thống ở Prešov (tiếng Slovakia: Ortodoxná synagóga v Prešove) tọa lạc ở số 32 phố Okružná, thành phố Prešov, miền đông Slovakia. Giáo đường này nằm trong Danh sách Di tích Trung ương và đã được công nhận là di tích văn hóa quốc gia.

## Lịch sử
Giáo đường Do Thái giáo chính thống ở Prešov là một tòa nhà hai tầng không có tháp, được xây dựng vào năm 1898. Nhà thầu xây dựng là công ty  Kollacsek & Wirth. Kinh phí xây dựng giáo đường lên đến 48.000 lượng vàng. Giáo đường này chính thức được khánh thành và đi vào sử dụng vào ngày Lễ đền tội năm 1898.

## Kiến trúc
Giáo đường Do Thái giáo chính thống ở Prešov được thiết kế theo phong cách kiến trúc của người Moor cùng với nội thất và ngoại thất có giá trị nghệ thuật. Bên trong giáo đường có một hòm bia được dùng để lưu trữ thánh thư Torah là tác phẩm của nhà điêu khắc Ko Bacice Bacso, và một bức tranh tường của họa sĩ Grazl. Nội thất được trang trí phong phú. Mặt tiền tòa nhà hướng về phía Đông Nam, theo hướng của Jerusalem.